# Planinska lasica
Planinska lasica (Mustela altaica), poznata i kao blijeda lasica, vrsta je lasice koja živi u planinskim područjima Azije, od Kazahstana, Tibeta i Himalaja kroz Mongoliju, sjeveroistočnu Kinu, sjeverni Sibir i Koreju.

## Fizička obilježja
Duljina tijela mužjaka iznosti između 22 do 29 centimetara, dok sam rep duljini tijela dodaje dodatnih 11 do 15 centimetara. Mužjaci mogu težiti od 217 do 350 grama. Ženke su nešto manje i lakše; duljina tijela iznosi im 22 do 25 centimetara, a rep iznosi 9 do 12 centimetara. Teže od 122 do 220 grama.
Vrsta se linja tijekom proljeća i jeseni. Zimski prekrivač tamnožute je boje do crvenkasto smeđe na leđima, s blijedo žutim ili kremasto bijelim vratom i trbuhom. Gornji dio glave između njuške i ušiju obično je tamne sivosmeđe boje. Ljetno krzno sive je boje s nijansama svijetle žute boje. Usne ove životinje bijele su boje, do je brada sivosmeđe boje.

## Način života
Prvenstveno je noćna životinja. Dan provodi u gnijezdima u pukotinama na korijenju stabala ili napuštenim brlozima. Izvan sezone parenja, planinske lasice žive samotnjačkim životom.
Vrsni su lovci, hraneći se uglavnom manjim sisavcima, no pojest će svaku manju životinju koju mogu svladati, od drugih sisavaca, do ptica, guštera i kukaca.

## Drugi projekti
|  | Wikivrste imaju podatke o taksonu planinskoj lasici |